# Golog
| Tibetische Bezeichnung                                   |
| -------------------------------------------------------- |
| Tibetische Schrift: མགོ་ལོག་བོད་རིགས་རང་སྐྱོང་ཁུལ་               |
| Wylie-Transliteration: mgo log bod rigs rang skyong khul |
| Aussprache in IPA: [kolok]                               |
| Offizielle Transkription der VRCh: Golog                 |
| THDL-Transkription: Golok                                |
| Andere Schreibweisen: —                                  |
| Chinesische Bezeichnung                                  |
| Traditionell: 果洛藏族自治州                             |
| Vereinfacht: 果洛藏族自治州                              |
| Pinyin:Guǒluò Zàngzú Zìzhìzhōu                           |

Lage von Golog innerhalb der Provinz Qinghai

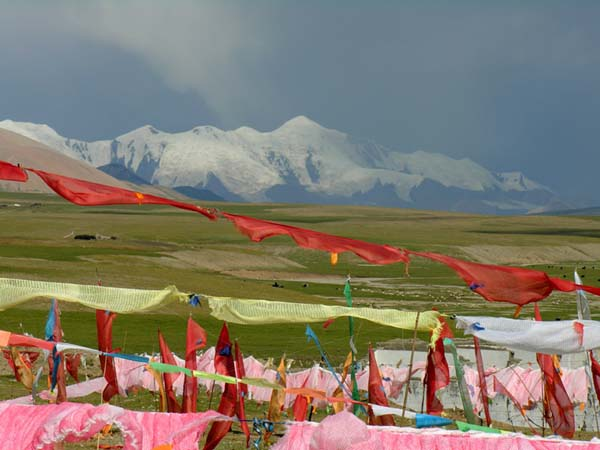
Blick auf die Hauptgipfel des Amnye Machen

Der autonome Bezirk Golog der Tibeter (chinesisch 果洛藏族自治州, Pinyin Guǒluò Zàngzú zìzhìzhōu) liegt im Südosten der chinesischen Provinz Qinghai und wird der tibetischen Kulturregion Amdo zugerechnet. Sein Verwaltungssitz ist die Großgemeinde Dawo im Kreis Maqên. Golog hat eine Fläche von 76.442 km², die fast ausschließlich nomadisch genutzt werden kann. Die Einwohnerzahl beträgt 215.573 (Stand: Zensus 2020).
In Golog haben mehrere Klöster der Jonang-Schule (eine eigene Schulrichtung innerhalb des tibetischen Buddhismus) überdauert und nach Auffassung der einheimischen Tibeter ist Golog der Herkunftsort des Heldenkönigs König Gesar. Als dessen Schutzgottheit gilt der Berggott Machen Pomra, der seine Residenz im heiligen Berg Amnye Machen (chin. Animaqing Shan) hat.

## Geschichte
Historisch gesehen war Golog Teil der tibetischen Region Dokham, die den Großteil Osttibets umfasste und im 19. Jahrhundert in Amdo und Kham aufgeteilt wurde.

## Bevölkerung
Beim Zensus im Jahr 2000 hatte Golog 137.940 Einwohner (Bevölkerungsdichte: 1,81 Einw./km²).
| Name des Volkes | Einwohner | Anteil  |
| --------------- | --------- | ------- |
| Tibeter         | 126.395   | 91,63 % |
| Han             | 9.096     | 6,59 %  |
| Hui             | 1.529     | 1,11 %  |
| Salar           | 329       | 0,24 %  |
| Tu              | 302       | 0,22 %  |
| Sonstige        | 289       | 0,21 %  |

## Administrative Gliederung
Der autonome Bezirk setzt sich aus sechs Kreisen zusammen (Stand: Zensus 2020 bzw. 2010):
| Name   | Wylie-Transliteration | Chinesisch | Pinyin      | Fläche (km²) | Einwohner     | Hauptort                                                   |
| ------ | --------------------- | ---------- | ----------- | ------------ | ------------- | ---------------------------------------------------------- |
| Maqên  | rma chen              | 玛沁县     | Mǎqìn Xiàn  | 13.473       | 58.120 (2020) | Großgemeinde Dawo (Dàwǔ Zhèn 大武镇)                       |
| Baima  | pad ma                | 班玛县     | Bānmǎ Xiàn  | 6.400        | 27.185 (2010) | Großgemeinde Sêraitang (Sàiláitáng Zhèn 赛来塘镇)          |
| Gadê   | dga' bde              | 甘德县     | Gāndé Xiàn  | 7.123        | 34.840 (2010) | Großgemeinde Koqu (Kēqǔ Zhèn 柯曲镇)                       |
| Darlêg | dar lag               | 达日县     | Dárì Xiàn   | 14.537       | 30.995 (2010) | Großgemeinde Gyümai (Jímài Zhèn 吉迈镇)                    |
| Jigzhi | gcig sgril            | 久治县     | Jiǔzhì Xiàn | 8.266        | 26.081 (2010) | Großgemeinde Chugqênsumdo (Zhìqīngsōngduō Zhèn 智青松多镇) |
| Madoi  | rma stod              | 玛多县     | Mǎduō Xiàn  | 24.478       | 14.500 (2020) | Gemeinde Huanghe (Huánghé Xiàng 黄河乡)                    |

Der historisch bedeutsame Kreis Sêrtar wurde früher zur Region Golog gezählt, gehört heute jedoch zum Bezirk Garzê in der Provinz Sichuan.